# 1747 aux échecs
| Années des échecs : 1744 - 1745 - 1746 - 1747 - 1748 - 1749 - 1750    |
| Décennies des échecs : 1710 - 1720 - 1730 - 1740 - 1750 - 1760 - 1770 |

Cet article présente les faits marquants de l'année 1747 aux échecs.

## Match
- Philidor est considéré comme le meilleur joueur du monde après sa victoire sur Philippe Stamma.